# 中澤勇一
中澤 勇一（なかざわ ゆういち）は、日本のアニメーター、アニメ演出家。アニメアール所属。日本アニメーター・演出協会 (JAniCA) 会員。
別名義に「中沢勇一」もある。1990年代から数々の作品で幅広く活動している。

## 主な参加作品

### テレビアニメ
1994年
- マクロス7（1994年 - 1995年、原画）

1995年
- 獣戦士ガルキーバ（原画）
- H2（1995年 - 1996年、原画）

1996年
- 天空のエスカフローネ（原画）
- 名探偵コナン（1996年 - 、原画）
- 勇者指令ダグオン（1996年 - 1997年、原画）
- るろうに剣心 -明治剣客浪漫譚-（1996年版）（1996年 - 1998年、原画）

1997年
- 白鯨伝説（1997年 - 1999年、原画）
- ベルセルク（原画）

1998年
- セクシーコマンドー外伝 すごいよ!!マサルさん（原画）
- ロードス島戦記-英雄騎士伝-（原画）
- TRIGUN（原画）
- セイバーマリオネットJ to X（原画）

1999年
- HUNTER×HUNTER（1999年 - 2001年、原画）
- 無限のリヴァイアス（1999年 - 2000年、原画）

2000年
- STRANGE DAWN（原画）
- グラビテーション（原画）
- BRIGADOON まりんとメラン（2000年 - 2001年、原画）
- はじめの一歩（2000年 - 2002年、原画）

2000年
- 新白雪姫伝説プリーティア（原画）

2001年
- サイボーグ009 THE CYBORG SOLDIER（2001年 - 2002年、原画・作画監督）

2002年
- G-onらいだーす（OP原画・作画監督）
- 機動戦士ガンダムSEED（2002年 - 2003年、原画）

2003年
- GAD GUARD（原画・作画監督）
- LAST EXILE（原画・レイアウト）
- SPACE PIRATE CAPTAIN HERLOCK（原画）
- 鋼の錬金術師（2003年 - 2004年、原画・作画監督）

2004年
- 十兵衛ちゃん2 〜シベリア柳生の逆襲〜（原画）
- ルパン三世 盗まれたルパン 〜コピーキャットは真夏の蝶〜（原画）
- 鉄人28号（作画監督）
- 絢爛舞踏祭 ザ・マーズ・デイブレイク（原画）
- この醜くも美しい世界（原画・作画監督）
- お伽草子（原画）

2005年
- ハチミツとクローバー（原画）
- ガン×ソード（原画）
- SPEED GRAPHER（原画・OP原画・作画監督）
- 交響詩篇エウレカセブン （2005年 - 2006年、原画）
- 甲虫王者ムシキング 森の民の伝説（2005年 - 2006年、原画・作画監督）
- BLOOD+（2005年 - 2006年、原画・作画監督）
- 灼眼のシャナ（2005年 - 2006年、原画）

2006年
- 009-1（原画・作画監督）
- 西の善き魔女 Astraea Testament（原画）
- N・H・Kにようこそ!（作画監督）
- 桜蘭高校ホスト部（原画）
- ネギま!?（2006年 - 2007年、原画）

2007年
- REIDEEN（原画）
- 獣装機攻ダンクーガノヴァ（原画・メカ作画監督）
- さよなら絶望先生（原画）
- 魔法少女リリカルなのはStrikerS（原画）
- 天元突破グレンラガン（作画監督）
- ロミオ×ジュリエット（OP原画）
- THE SKULLMAN（原画）
- ななついろ★ドロップス（OP原画）
- こどものじかん（OP原画）
- PRISM ARK（2007年、原画・OP原画）
- バンブーブレード（2007年 - 2008年、原画・作画監督）
- ドラゴノーツ -ザ・レゾナンス-（2007年 - 2008年、作画監督）

2008年
- 俗・さよなら絶望先生（原画・作画監督・絵コンテ・設定協力）
- 狂乱家族日記（ED原画・作画監督）
- 二十面相の娘（原画）
- コードギアス 反逆のルルーシュR2（原画・作画監督）
- 隠の王（原画）
- Mission-E（原画）
- 乃木坂春香の秘密（OP原画）
- 薬師寺涼子の怪奇事件簿（原画）
- ソウルイーター（2008年 - 2009年、原画）
- S・A〜スペシャル・エー〜（原画）
- 鉄のラインバレル（2008年 - 2009年、原画）
- イナズマイレブン（2008年 - 2009年、原画）

2009年
- とある魔術の禁書目録（原画）
- 鋼殻のレギオス（原画）
- マリア様がみてる 4thシーズン（第二原画）
- 鋼の錬金術師 FULLMETAL ALCHEMIST（原画）
- 神曲奏界ポリフォニカ クリムゾンS（原画）
- 夏のあらし!（原画、作画監督協力、絵コンテ）
- バトルスピリッツ 少年突破バシン（原画）
- ティアーズ・トゥ・ティアラ（原画、作画監督）
- 大正野球娘。（原画）
- バトルスピリッツ 少年激覇ダン（OP原画）
- とある科学の超電磁砲（原画）
- 夏のあらし! 〜春夏冬中〜（絵コンテ・作画監督・原画）
- 乃木坂春香の秘密 ぴゅあれっつぁ♪（原画）

2010年
- ダンス イン ザ ヴァンパイアバンド（絵コンテ・作画監督・原画）
- トランスフォーマー アニメイテッド（OP絵コンテ・原画）
- HEROMAN（原画）
- 会長はメイド様!（原画）
- 刀語（原画）
- それでも町は廻っている（原画）
- スーパーロボット大戦OG -ジ・インスペクター-（2010年 - 2011年、メカニック作画監督・原画）
- 咎狗の血（絵コンテ、作画監督、原画）
- ソウルイーター リピートショー（2010年 - 2011年、OP原画）

2011年
- 魔法少女まどか☆マギカ（原画）
- レベルE（原画）
- TIGER & BUNNY（原画）
- アスタロッテのおもちゃ!（OP原画）
- 遊☆戯☆王ZEXAL（OP原画）
- まりあ†ほりっく あらいぶ（絵コンテ・作画監督・原画）
- デッドマン・ワンダーランド（原画）
- ロウきゅーぶ!（ED原画）
- 輪るピングドラム（原画）
- ダンタリアンの書架（演出）
- THE IDOLM@STER（原画）
- 真剣で私に恋しなさい!!（原画）
- ギルティクラウン（原画）

2012年
- Persona4 the ANIMATION（原画）
- 戦姫絶唱シンフォギア（原画）
- ZETMAN（原画）
- 機動戦士ガンダムAGE（原画）
- エウレカセブンAO（原画）
- 黒子のバスケ（原画）
- カンピオーネ! 〜まつろわぬ神々と神殺しの魔王〜（原画・OP原画）
- 薄桜鬼 黎明録（原画）
- アクセル・ワールド（メカ作画監督・原画・OP原画）
- 人類は衰退しました（原画）
- DOG DAYS'（原画）
- 武装神姫（原画）
- 絶園のテンペスト（原画）
- めだかボックス アブノーマル（作画監督・エフェクト作画監督・原画）
- キングダム（原画）
- マギ（原画）
- ジョジョの奇妙な冒険（原画）
- ハヤテのごとく! CAN'T TAKE MY EYES OFF YOU（原画）

2013年
- THE UNLIMITED 兵部京介（原画）
- ROBOTICS;NOTES（原画）
- 這いよれ! ニャル子さんW（原画）
- ハヤテのごとく! Cuties（原画）
- カーニヴァル（作画監督・原画）
- 宇宙戦艦ヤマト2199（原画）
- 神さまのいない日曜日（原画）
- キングダム 第2シリーズ（原画）
- ステラ女学院高等科C3部（絵コンテ・演出・サブキャラクター設定・原画）
- 銀河機攻隊 マジェスティックプリンス（原画）
- アウトブレイク・カンパニー（OP原画）
- IS 〈インフィニット・ストラトス〉2（原画）
- 機巧少女は傷つかない（原画）
- 夜桜四重奏 〜ハナノウタ〜（原画）
- サムライフラメンコ（原画）
- 東京レイヴンズ（原画）
- リトルバスターズ! 〜Refrain〜（原画）

2014年
- バディ・コンプレックス（原画）
- ガンダムビルドファイターズ（原画）
- ハマトラ（原画）
- イナズマイレブンGO ギャラクシー（原画）
- スペース☆ダンディ（原画）
- ノラガミ（原画）
- 魔法戦争（原画）
- キャプテン・アース（原画）
- 神々の悪戯（原画）
- 棺姫のチャイカ（原画）
- ドラゴンコレクション（原画）
- ジョジョの奇妙な冒険 スターダストクルセイダース（作画監督・原画）
- 魔法少女大戦（原画）
- 黒執事 Book of Circus（OP原画）
- 毎度!浦安鉄筋家族（原画）
- ディスク・ウォーズ:アベンジャーズ（原画）
- クロスアンジュ 天使と竜の輪舞（2014年 - 2015年、キャラ作画監督・原画・OP原画）
- 棺姫のチャイカ AVENGING BATTLE（原画）
- ガンダムビルドファイターズトライ（2014年 - 2015年、原画）
- テラフォーマーズ（作画監督、原画）
- ガンダム Gのレコンギスタ（2014年 - 2015年、原画）
- 七つの大罪（2014年 - 2015年、原画）

2015年
- ジョジョの奇妙な冒険 スターダストクルセイダース エジプト編（原画）
- 銃皇無尽のファフニール（原画）
- 東京喰種トーキョーグール√A（原画）
- 黒子のバスケ（第3期）（原画）
- ドラゴンボール超（2015年 - 2018年、原画）
- 聖剣使いの禁呪詠唱（原画）
- ワールドトリガー（原画）
- アルスラーン戦記（原画）
- 放課後のプレアデス（原画）
- ダンジョンに出会いを求めるのは間違っているだろうか（原画）
- 血界戦線（原画）
- 赤髪の白雪姫（原画）
- オーバーロード（原画）
- 城下町のダンデライオン（原画）
- ノラガミ ARAGOTO（原画）
- 機動戦士ガンダム 鉄血のオルフェンズ（原画）

2016年
- この素晴らしい世界に祝福を!（作画監督・OP原画）
- シュヴァルツェスマーケン（原画）
- ジョジョの奇妙な冒険 ダイヤモンドは砕けない（原画）
- 美少女戦士セーラームーンCrystal デス・バスターズ編（原画）
- 双星の陰陽師（原画）
- 甲鉄城のカバネリ（原画）
- マギ シンドバッドの冒険（原画）
- 文豪ストレイドッグス（原画）
- コンクリート・レボルティオ〜超人幻想〜THE LAST SONG（原画）
- 僕のヒーローアカデミア（原画）
- マクロスΔ（原画）
- B-PROJECT〜鼓動*アンビシャス〜（原画）
- タイガーマスクW（原画）
- 魔法つかいプリキュア!（2016年 - 2017年、原画）
- 3月のライオン（原画）

2017年
- クラシカロイド（作画監督、原画）
- Fate/Grand Order -First Order-（2016年、原画）
- この素晴らしい世界に祝福を!2（作画監督
- リトルウィッチアカデミア（原画）
- チェインクロニクル 〜ヘクセイタスの閃〜（原画）
- カブキブ!（作画監督）
- フューチャーカード バディファイトX（作画監督）
- THE REFLECTION（作画監督）
- Fate/Apocrypha（原画）
- Room Mate（原画）
- はじめてのギャル（原画）
- 魔法陣グルグル（原画）
- いぬやしき（原画）
- タイムボカン 逆襲の三悪人（2017年- 2018年、原画）

2018年
- グランクレスト戦記（原画）
- Fate/EXTRA Last Encore（原画）
- 魔法少女サイト（原画）

2020年
- 映像研には手を出すな!（原画）
- プランダラ（作画監督
- もっと!まじめにふまじめ かいけつゾロリ（作画監督・原画）
- A3!（演出、作画監督）

2021年
- ドラえもん（原画）
- 乙女ゲームの破滅フラグしかない悪役令嬢に転生してしまった…X（作画監督）
- 境界戦機（原画）

2022年
- 幻想三國誌 -天元霊心記-（演出・作画監督）
- オリエント（原画）
- 史上最強の大魔王、村人Aに転生する（作画監督）
- はたらく魔王さま!!（絵コンテ・演出・作画監督・原画）

2023年
- うる星やつら（2022年版）（演出）
- 神達に拾われた男2（作画監督）
- デッドマウント・デスプレイ（演出・作画監督）
- レベル1だけどユニークスキルで最強です（演出）
- とあるおっさんのVRMMO活動記（監督・絵コンテ・演出・作画監督）
- キボウノチカラ〜オトナプリキュア'23〜（メインアニメーター・原画・OP原画）

2024年
- ザ・ファブル（作画監督・アクション作監・原画・OP原画）
- キン肉マン 完璧超人始祖編（原画）
- 歴史に残る悪女になるぞ（OP原画）

2025年
- SAKAMOTO DAYS（アクション作監・アクション設計・エフェクト作監・メカ作監・原画）

### 劇場アニメ
1990年代
- るろうに剣心 -明治剣客浪漫譚- 維新志士への鎮魂曲（1997年、原画）
- 名探偵コナン 世紀末の魔術師（1999年、原画）

2000年代
- 名探偵コナン 瞳の中の暗殺者（2000年、原画）
- 名探偵コナン 天国へのカウントダウン（2001年、原画）
- スレイヤーズぷれみあむ（2001年、原画）
- ラーゼフォン 多元変奏曲（2003年、原画）
- 劇場版 鋼の錬金術師 シャンバラを征く者（2005年、原画）
- 劇場版BLEACH Fade to Black 君の名を呼ぶ（2008年、原画）

2010年代
- 劇場版 Fate/stay night UNLIMITED BLADE WORKS（2010年、原画）
- ブレイク ブレイド（2010年、原画）
- 劇場版 NARUTO -ナルト- 疾風伝 ザ・ロストタワー（2010年、原画）
- トワノクオン（2011年、原画）
- 劇場版 魔法先生ネギま! ANIME FINAL（2011年）絵コンテ、作画監督、原画
- 劇場版 TIGER & BUNNY -The Beginning-（2012年、絵コンテ、原画）
- 魔法少女リリカルなのは The MOVIE 2nd A's（2012年、原画）
- 劇場版イナズマイレブンGO vs ダンボール戦機W（2012年、原画）
- 劇場版 薄桜鬼 第一章 京都乱舞（2013年、原画）
- Wake Up, Girls! 七人のアイドル（2014年、原画）
- 名探偵コナン 異次元の狙撃手（2014年、原画）
- 攻殻機動隊 新劇場版（2015年、原画）
- 劇場版デート・ア・ライブ 万由里ジャッジメント（2015年、原画）
- ONE PIECE FILM GOLD（2016年、原画）
- デジモンアドベンチャー tri. 第3章「告白」（2016年、原画）
- 劇場版 ソードアート・オンライン -オーディナル・スケール-（2017年、原画）
- 映画 妖怪ウォッチ シャドウサイド 鬼王の復活（2017年、原画）
- 名探偵コナン ゼロの執行人（2018年、原画）
- ドラゴンボール超 ブロリー（2018年、原画）
- 映画 妖怪ウォッチ FOREVER FRIENDS（2018年、原画）
- ONE PIECE STAMPEDE（2019年、原画）

2020年代
- デジモンアドベンチャー LAST EVOLUTION 絆（2020年、原画）
- クレヨンしんちゃん 激突! ラクガキングダムとほぼ四人の勇者（2020年、原画）
- 劇場版 美少女戦士セーラームーンEternal（2021年、原画）
- ONE PIECE FILM RED（2022年、原画）
- 映画 プリキュアオールスターズF（2023年、原画）

### OVA
1990年代
- 今日から俺は!!（1993年 - 1997年、原画）
- 湘南純愛組!（1997年、原画）
- 太陽の船 ソルビアンカ（1999年、原画）

2000年代
- 真ゲッターロボ対ネオゲッターロボ（2000年 - 2001年、原画、OP原画）
- ぷにぷに☆ぽえみぃ（2001年、原画）
- うさぎちゃんでCue!!（2001年 - 2002年、原画）
- アーケードゲーマーふぶき（2002年 - 2003年）OP原画、作画監督）
- トップをねらえ2!（2004年 - 2006年、原画）
- ネギま!?春スペシャル!?（2006年、原画）
- 機動戦士ガンダムSEED C.E.73 STARGAZER（2006年、原画）
- スカイガールズ（2006年、原画）
- 鬼公子炎魔（2007年、原画）
- 大魔法峠（2007年、作画監督、原画）
- 魔法先生ネギま! 〜白き翼 ALA ALBA〜（2008年、原画）
- 魔法先生ネギま! 〜もう一つの世界〜（2009年 - 2010年、作画監督、原画、絵コンテ、アクション監督

2010年代
- 魔法先生ネギま! もうひとつの世界Extra 魔法少女ユエ♥（2010年、レイアウト作画監督、原画）
- クイーンズブレイド 美しき闘士たち（2010年、原画
- かってに改蔵（2011年、原画）
- 弱虫ペダル（2013年、原画）
- 姉ログ 靄子姉さんの止まらないモノローグ（2014年、原画）
- ニセコイ（2015年、原画）
- ヒーローカンパニー（2015年、作画監督補佐、原画）

### Webアニメ
- DEVILMAN crybaby（2018年、原画）
- ガンダムビルドダイバーズRe:RISE（2020年、原画）